# Roger Morève
Roger Morève, né le 7 juin 1897 à Mézières (Indre) et mort le 27 septembre 1983 à Tours (Indre-et-Loire), est un homme politique français.

## Biographie
Fils d'un agent d'assurance, maire de la commune de Mézières-en-Brenne et conseiller d'arrondissement, Roger Morève achève ses études secondaires à Tours lorsqu'il est mobilisé, en 1916.
Après la première guerre mondiale, il travaille lui aussi comme agent d'assurance avant de changer de voie et de devenir négociant en grains et farine.
Adhérent du Parti radical, il est élu dans les années 1930 conseiller municipal de Mézières-en-Brenne, et, à la mort de son père, en 1939, lui succède comme maire de la commune, qui compte environ 1 400 habitants.
Pendant la seconde guerre mondiale, Roger Morève participe à la résistance. Membre de l'Armée secrète, il est arrêté par les Allemands en juin 1944, mais parvient à s'évader et participe alors à la lutte armée directe. Son action lui vaut la médaille du combattant volontaire de la résistance et la légion d'honneur.
Membre du comité départemental de Libération, il retrouve son mandat de maire, et est élu conseiller général de l'Indre, dans le canton de Mézières-en-Brenne en septembre 1945.
Le mois suivant, il se présente à l'élection de la première assemblée constituante, en deuxième position sur la liste radicale menée par Edouard Ramonet, qui, en partie du fait de la présence d'une candidature radicale dissidente, celle de l'ancien sénateur Paul Bénazet, n'obtient qu'un seul siège.
En juin 1946, il est sur la liste radicale, cette fois-ci estampillée du Rassemblement des Gauches Républicaines, à la même position, et n'est toujours pas élu, pas plus qu'en novembre de cette même année.
Les élections de juin 1951 marquent un renversement de situation. Du fait d'un large apparentement des listes de la « troisième force » (RGR, SFIO, MRP, ainsi que deux listes de droite), les radicaux, avec 25,7 % des voix, décrochent trois des quatre sièges à pourvoir. Roger Morève est donc élu député.
Membre du groupe radical, il n'est guère assujetti à la discipline de vote qui peut exister dans les autres formations. Il n'hésite ainsi pas, en 1952, à voter, suivant Edouard Daladier, contre le gouvernement mené par un autre radical, Edgar Faure, provoquant sa chute. De même, il est systématiquement opposé à la politique indochinoise de Joseph Laniel. Il soutient, en revanche, totalement Pierre Mendès-France, tandis qu'il est beaucoup plus circonspect sur le gouvernement Faure qui lui succède.
Même si, en 1956, la liste radicale, toujours menée par Ramonet, n'est apparentée qu'avec celles de la SFIO et des Républicains sociaux, Roger Morève est réélu député pour un second mandat.
Membre de la commission de l'agriculture, dont il devient le secrétaire en 1957, il concentre son activité parlementaire sur ces questions.
Après avoir soutenu le retour de Charles de Gaulle au pouvoir, il se présente aux législatives de novembre 1958 dans la première circonscription de l'Indre, où il affronte un autre sortant, le communiste Georges Pirot. Avec 21 % des voix, il est devancé au premier tour par ce dernier (25,2 % des voix) et par le candidat du CNI, Jean Bénard-Mousseaux (27,8 %). Il se désiste alors, et perd son siège de député.
Il peut cependant s'appuyer sur son implantation locale, confirmée par les municipales de mars 1959, lors desquelles il conserve son mandat de maire, pour se présenter aux sénatoriales d'avril.
Sous une vague étiquette de « rassemblement républicain », il se présente dans la campagne comme défenseur des intérêts paysans, et partisan de l'Algérie française. Arrivé en deuxième position, derrière Vincent Rotinat, au premier tour, avec 33,1 % des voix, il devance le sortant Anatole Ferrant (SFIO), qu'il bat au second tour, en obtenant 42,2 % des voix.
Inscrit logiquement au groupe de la Gauche démocratique, il est d'abord membre de la commission des affaires économiques, puis, à partir de 1960 et pendant toute la durée de sa présence au Palais du Luxembourg, à celle des affaires étrangères et de la défense.
Réélu sénateur en 1962 dès le premier tour, il intervient principalement sur les questions qui intéressent directement son département. Il conteste ainsi la suppression de la ligne de chemin de fer qui relie la Brenne à Lapallisse, en 1963.
Il s'intéresse aussi aux problèmes plus généraux des collectivités locales, notamment dans le domaine des finances.
En 1971, il ne se représente pas aux municipales, et, en septembre de cette même année, est assez sèchement battu aux sénatoriales, n'obtenant que 8,7 % des voix au premier tour.
Il renonce alors à se représenter aux cantonales de 1973, et abandonne alors, à 74 ans, la vie politique.

## Détail des fonctions et des mandats
Mandat parlementaire
- 1951-1958 : député de l'Indre
- 26 avril 1959 - 23 septembre 1962 : Sénateur de l'Indre